# Prosoplus villaroides
Prosoplus villaroides là một loài bọ cánh cứng trong họ Cerambycidae.